# TFT LCD

Exemplo de uma matriz de transistores representando pixels. Os TFT são dispostos em uma grade, com cada TFT controlando a corrente que flui através de uma fila de pixels. Quando uma linha de pixels é selecionada, os TFT dessa linha são energizada e os pixels correspondentes são ligados.

Transistor de película fina LCD (em inglês, thin film transistor liquid crystal display) é uma variação da tela de (LCD) que usa thin-film transistor (TFT) a tecnologia que melhora a qualidade de imagem (por exemplo, contraste de endereçamento). TFT LCD é um tipo de matriz ativa do LCD, embora todas as telas de LCD sejam baseadas na matriz de endereçamento. As telas de TFT LCD são usadas em televisores, monitores de computador, celulares, video game portátil, PDA, videoprojetores, entre outros.